# Sailfish OS
Sailfish OS es un sistema operativo móvil basado en software de fuente abierta y desarrollado por la compañía finlandesa Jolla Ltd.

## Historia
Antes del año 2011, Nokia e Intel compartían la visión de crear un sistema operativo para dispositivos móviles basado en software de fuente abierta, por ello, invirtieron alrededor de mil millones de dólares americanos en la creación de MeeGo, combinando sus sistemas operativos Maemo y Moblin, que fue empleado en diversos equipos, tales como el Nokia N9. A pesar de que este equipo se convirtió en un referente, por lo que respecta al empleo de software de fuente de abierta, Nokia decidió no sacar al mercado más equipos con dicho sistema operativo.
Ante ello, algunos de los colaboradores de Nokia que trabajaron en la creación del sistema operativo MeeGo, en rechazo a la decisión referida, constituyeron una nueva compañía denominada Jolla Ltd. con el objeto de rescatarlo. Dicha organización desarrolló Sailfish OS a partir de MeeGo, agregándole, destacadamente, soporte para chipsets Android y la posibilidad de ejecutar aplicaciones de este sistema operativo. En noviembre del año 2013, fue lanzada al mercado la versión beta de Sailfish OS y ocurrió lo propio con el teléfono inteligente Jolla poco tiempo después. Posteriormente, fue liberada la versión 1.0 de Sailfish OS.
En el año de 2015, fue liberada tanto la versión 2.0 del sistema operativo Sailfish OS como la tableta Jolla. No obstante, a partir de entonces la compañía decidió enfocarse más en promover la celebración de contratos de licenciamiento con fabricantes de teléfonos inteligentes que en fabricar sus equipos propios. En el año 2018, diversos socios de negocio de negocio de Jolla en Rusia, América Latina y China emplean Sailfish OS, además, Jolla comercializa en línea una versión de Sailfish OS para diversos equipos de la línea Xperia X de Sony denominada Sailfish X.

## Arquitectura
1. Hardware
2. Adaptaciones del núcleo para hardware específico
3. Núcleo MER
  1. Mer: Sistemas esenciales, Multimedia, Gráficos (X11), Comunicaciones, Personal Information Management, Software de administracición, Seguridad, Construcción y Desarrollo
  2. Qt: Qt, Qt Mobility, Qt Webkit
4. Interfaz de usuario, y Capa intermedia
5. Aplicaciones
  1. Jolla: Teléfono, Mensajes, Contacto, Cámara, Galleria imágenes, Configuraciones, etc.
  2. Terceros: Navegador web, aplicaciones Android, Mapas
  3. Adaptaciones de Socios: 3.er y 4.º nivel de aplicaciones.
6. Tienda de Aplicaciones
7. Repositorios: oficial, socios, comunitarios (OpenRepos)

## Dispositivos
La versiones de Sailfish OS para los siguientes equipos cuentan, contaron al momento de su lanzamiento o contarán posteriormente, con soporte de carácter oficial:
- Teléfono Jolla (Jolla Phone)
- Tableta Jolla
- Teléfono inteligente Aqua Fish de Intex Technologies
- Teléfono inteligente Jolla C de Jolla
- Diversos equipos de la línea Xperia X de Sony
- Teléfonos inteligentes Accione de Grupo Jala

Por otra parte, miembros de la propia comunidad de interés en Sailfish OS lo han adaptado para operar, con distintos niveles de cobertura en términos de su funcionalidad y la operación de los sensores, en una importante cantidad de teléfonos inteligentes compatibles con el sistema operativo Android.